# 1984年夏季奥林匹克运动会博茨瓦纳代表团
1984年夏季奥林匹克运动会博茨瓦纳代表团是博茨瓦纳派出的1984年夏季奥林匹克运动会代表团。

## 田径
男子400米
- Joseph Ramotshabi

男子马拉松
- Wilson Theleso
- Johnson Mbangiwa
- Bigboy Matlapeng